# Cerdistus lividus
Cerdistus lividus är en tvåvingeart som först beskrevs av White 1918.  Cerdistus lividus ingår i släktet Cerdistus och familjen rovflugor. Inga underarter finns listade i Catalogue of Life.